# Товтри

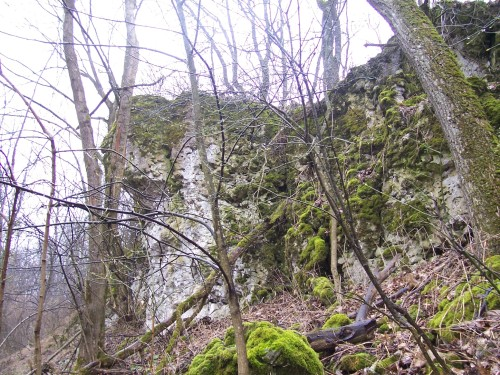
Скелясті схили біля гори Богит

То́втри, або То́лтри — сильно розчленовані, скелясті вапнякові пасма. Це єдиний у світі гірський кряж, що з'явився не внаслідок тектонічних процесів, а утворений живими організмами.

## Загальна характеристика
Товтри за походженням є давнім бар'єрним рифом, сформованим вздовж берегової лінії неглибокого, теплого міоценового моря, що простягнувся вузькою смугою майже на 200 км через Подільську височину від Кременецького кряжу та Вороняків (на південь від смт Підкамінь) до річки Дністер у районі Кам'янця-Подільського. В геологічному відношенні Товтри — пасмо міцних міоценових вапняків потужністю від 1,5 до 55 м, що залягають на розмитій поверхні палеогенових чи крейдових відкладів (пісків, пісковиків, мергелів). В межах Хмельниччини Товтри простягаються до 90 км, від селища Сатанів Городоцького району через територію Чемеровецького району до с. Китайгород Кам'янець-Подільського району; їх площа сягає 25 тис. га, з яких 15 тис. га вкриті лісами.
Аналогів у світі немає, проте подібні за деякими геологічними структурами скелясті пасма є у Великій Британії та США.
Оригінальність цього рифу полягає в тому, що він складений не коралами, як більшість сучасних і викопних бар'єрних рифів світу, а рештками вапнякових водоростей (літотамній), мохуваток, молюсків, специфічних морських черв'яків (серпул) та інших організмів. Корали в його окладі зустрічаються рідко. Отже Товтри складені переважно з перекристалізованих, детрусованих вапняків органогенного походження, які мають цінне господарське значення. В морфології Товтрової гряди чітко виділяється головна гряда і бокові горби і грядки, що розташовані на відстані від кількох сотень метрів до десятків кілометрів. Так, ширина пасма Товтр біля Сатанова та поблизу річки Дністер до 8—12 км, і до 2—5 км — у Кам'янець-Подільському районі. Головна гряда здебільшого представлена ланцюгом лінійно витягнутих горбів завдовжки по 5—6 км з пласкими або майже пласкими вершинами.
Повільні вертикальні підняття морського дна вздовж лінії розлому і теплий субтропічний клімат сприяли широкому розвитку колоніальних організмів і формуванню бар'єрного рифу, який розділяв морський басейн на дві частини: південно-західну (більш глибоководну), північно-східну, прибережну. Це зумовило асиметрію схилів сучасної Товтрової гряди.
Складена (майже виключно) літотамнієвими вапняками верхнього тортону. Поверхню пасма ускладнюють карстові форми рельєфу (воронки, печери) та хаотичне нагромадження великих і дрібних уламків скель. Численні бокові горби і грядки розташовані переважно з південного заходу від головної гряди майже перпендикулярно до лінії її простягання. Як правило, вони мають гострі конусоподібні скелясті вершини, переважно безлісні. Іноді вони утворюють ланцюги атолоподібних форм (Чемеровецький район). Вони невеликі — до 20—30 м над поверхнею плато. Крім того, на відстані від головного пасма розкидані поодинокі (або невеликими групами) невисокі органогенні пагорби з виходами органогенних брил, які в народі називаються «могилками». Вони невисокі, не мають урвищ і скель, своїми розмірами нагадують скіфські кургани. У такому розгалуженому розумінні ширина Товтрового кряжу досягає 15—20 км. Всього на території області зареєстровано 159 окремих об'єктів товтрових утворень.
Головна гряда має чітко виражену асиметричну будову: південно-західний схил її крутіший, північно-східний — пологий. Абсолютні позначки гряди досягають 400 м і більше, відносні висоти — 50—60 метрів. На ділянках перетину гряди річками (Збруч, Смотрич, Мукша та інші) відносні висоти досягають 100—150 м.
Дослідження останніх років показали, що Товтрова гряда приурочена до лінії великого розлому земної кори, витягнутого з південного сходу на північний захід на близько 300 км. Вертикальні рухи по цьому розломі відбувалися з перервами тривалий час, починаючи з початку палеозою, але найінтенсивнішими вони були в неогені, коли поблизу формувалися Карпатські гори.
У сарматський час бар'єрний риф був покритий піщано-глинистими відкладами, які після подальших піднять території, відступання моря і встановлення континентального режиму почали розмиватися поверхневими водами, розкриваючи поступово рифові споруди, складені щільнішими вапняками.
Виділяють такі відокремлені ділянки:
- Галицькі Товтри
- Медобори
- Подільські Товтри
- Прут-Дністровські "Південні" Товтри
- Мурафські Товтри
- Кодимські Товтри

Подільські Товтри  простягаються від смт Закупного Хмельницької області до Кам'янця-Подільського майже на 100 км. Пересічна ширина від 5—12 км, абсолютна висота до 430 м. Найвищою є центральна частина — плосковершинне головне пасмо, що складається з видовжених кряжів з похилими схилами, подекуди у вигляді скелястих урвищ. Бічні пасма — кряжі заввишки 20—25 м, атолоподібні групи (Нігинські, Вербецькі, Гуменецькі — Кармалюкова гора…), атоли (на околицях сіл Біла, Чорна, Смотрич Хмельницької області — Черчецька, Самовита товтри…).
Прут-Дністровські Товтри є продовженням Товтр, простягаються вони на 25 км на межиріччі Пруту і Дністра (далі — в межах Молдови). У рельєфі виражені слабо (переважно як окремі горби заввишки 10—18 м). Пересічна ширина 3—5 км, абсолютна висота до 320 м.
Мурафські Товтри простягаються більше ніж на 140 км від верхів'я р. Рів через басейн Мурафи до гирла Кам'янки (басейн Дністра), у Вінницькій області. Пересічна ширина 8—16 км, абсолютна висота до 340 м. Виражені окремими горбами, що підносяться над навколишньою місцевістю на 20—25 м, у долинах річок Мурафи, Мурашки — «стінки» 60—70 м заввишки.

## Географія
Товтри мають мальовничі краєвиди, часто гострі (білого і сірого кольору) скелі, провали (найкрасивіший провал Збруча), карстові явища. Простягаються в центральній частині Подільської височини на довжину понад 250 км від смт Підкаменя (на північному заході Подільської височини) на південний схід через Збараж — Скалат — Кам'янець-Подільський до Румунської Молдови над Прутом (на південному сході).
Основні гори у межах Галичини: Крайній Камінь (431 м), Зембова, Сабариха (354 м), Скала (417 м), Гостра Могила (398 м), Вікно, Богит (417 м), Гонтова (понад 400 м). Найвища вершина — гора Нижній Камінь (Крайній Камінь) (431 м).

### Печери

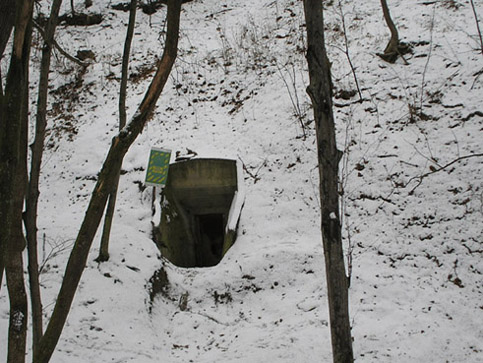
Вхід до печери Оптимістична

У Товтрах є багато карстових печер, зокрема на території Тернопільської області розташована друга у світі за довжиною печера Оптимістична.

## Рослинний і тваринний світ

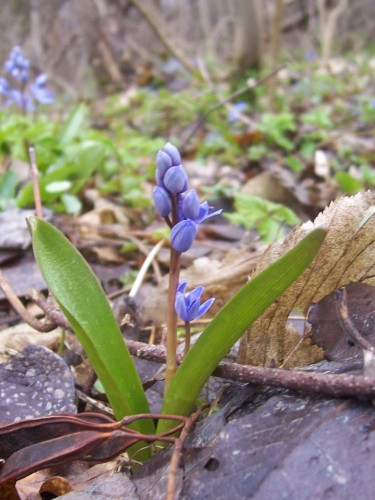
Перші весняні квіти у Медоборах

Вершини і схили Товтр вкриті переважно лісами, багатими за флористичним складом: дуб, бук, граб, ліщина, дика груша, черешня, дуб скельний, ясен, явір, бук, клен гостролистий, липа серцелиста, в'яз, береза, осика, бруслина бородавчаста та європейська, ліщина звичайна, свидина кров'яна, гордовина, глід, трапляються смородина чорна, аґрус відхилений, яглиця звичайна, осока волосиста, підмаренник запашний, копитняк європейський, зірочник ланцетолистий, підлісник європейський, анемона жовтецева та дібровна, герань, фіалка, рутвичка звичайна, медунка темна, купина багатоквіткова та широколиста, жовтець шорсткий та кашубський, переліска багаторічна, папороть тощо.
Особливу цінність становлять ділянки степової, лучно-степової та наскельно-степової рослинності з рідкісними формаціями осоки низької, ковили волосистої та пірчастої. Тут крім характерних степових росте багато ендемічних видів: шавлія кременецька, шиверекія подільська, змієголовник австрійський, аконіт кущистий і шерстистовустий, ясенець білий, вівсюнець Бессера, ломиніс цілолистий, півники угорські, часник подільський, молочай волинський, зіноваті біла, подільська та Блоцького, дев'ятисил осотовий.

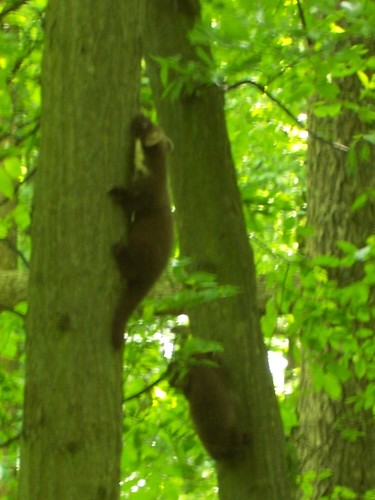
Куниці у медобірських лісах

Тваринний світ Товтрів також надзвичайно багатий. Є види, занесені до Червоної книги України: махаон, мнемозина, перелівниця велика, жук-самітник, жук-олень, сатурнія руда. Досить численними є земноводні. З ссавців трапляються сарни, кабани, дуже рідко — лось. Звичні лисиця, куниця лісова, тхір, їжак, борсук. Особливу групу становлять лиликоподібні, які населяють переважно невеликі печери та ніші.
Найчисленнішою є група птахів — поширені: канюк звичайний, орел-карлик, підорлик малий, пугач, лунь польовий, на зимівлю прилітають: сорокопуд сірий, сова довгохвоста, сапсан, на перельотах: лелека чорний, журавель сірий.

## Корисні копалини
На території Товтр розташовано 65 кар'єрів місцевого та державного значення по видобутку головним чином вапняку, також добувають глини, суглинок, ґіпс.

## Легенди та перекази
З Товтрами пов'язано багато легенд та переказів.
У Медоборах був один із найбільших язичницьких релігійно-культурних комплексів — Збручанський культовий центр (основний осередок на горі Богит).

## Гіпотеза про походження назви Товтри
Колись у Західній Україні проживали давні булгари, предки сучасних чувашів і залишили в Західній Україні після себе назви багатьох населених пунктів, таких, як, наприклад, Гавареччина, Жукотин, Верин, Хирів, Кимир, Кукезів, Куткир, Якторів та багато інших. Назва Товтри також може бути етимологізована на чуваської основі: чув. ту «гора» і тăрă «вершина» Оскільки в багатьох інших тюркських мовах назва гори звучить як тау, первинна назва гряди могла бути Таутăрă. До цієї ж праформи сходить і назва гірського масиву Татри на кордоні Словаччини і Польщі. Товтри мають вигляд окремих вапнякових виступів і кряжів, які виразно виступають над навколишньою, більшою частиною досить рівнинною місцевістю, тобто переклад «гірські вершини» їм відповідає дуже добре. Назва гірського пасма Вороняки також може мати булгарське походження і перекладатися як «гладке, рівне місце» відповідно до чув. вырăн «місце» і яка «гладкий».

## Світлини

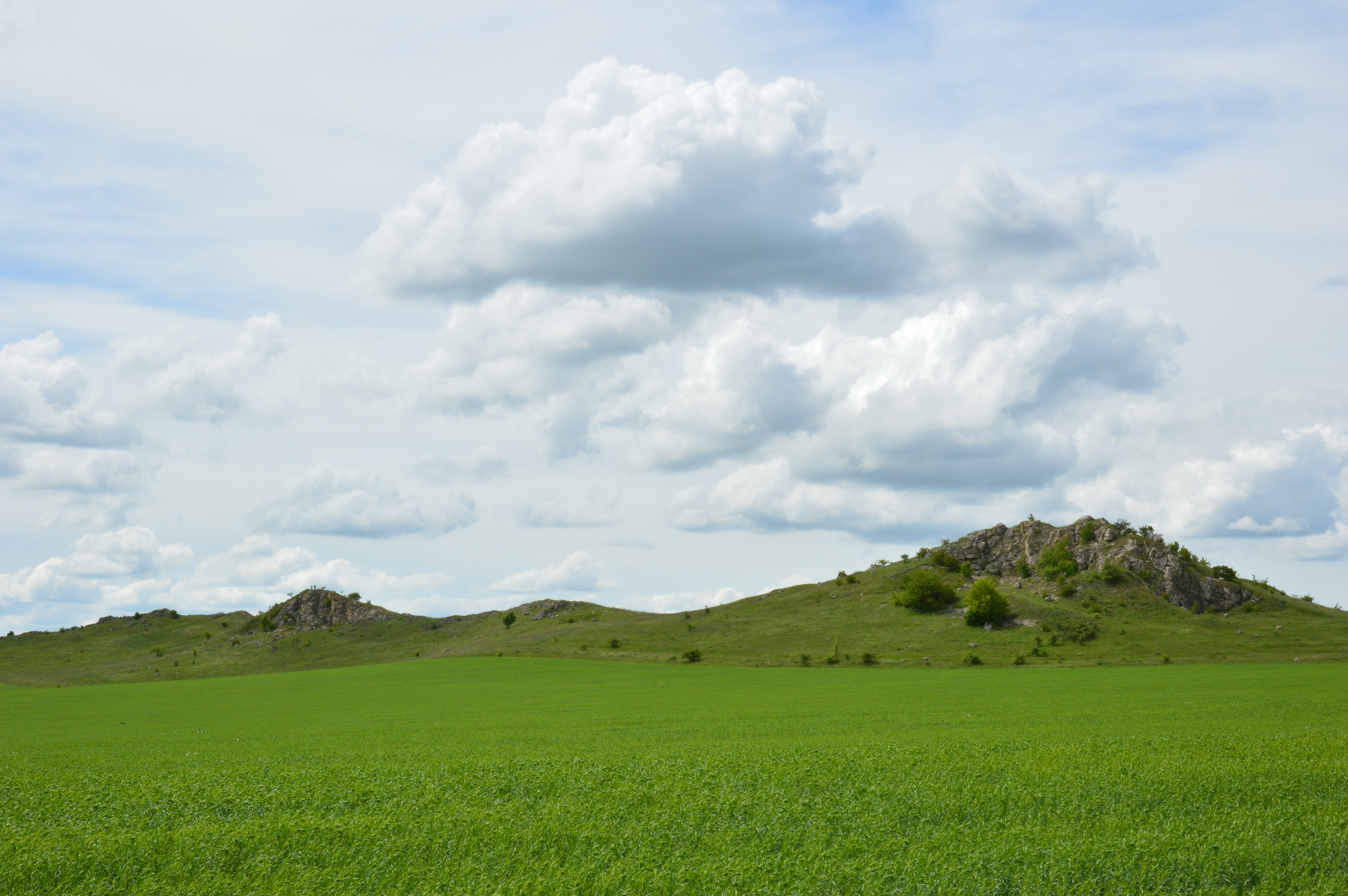
Товтра «Самовита»
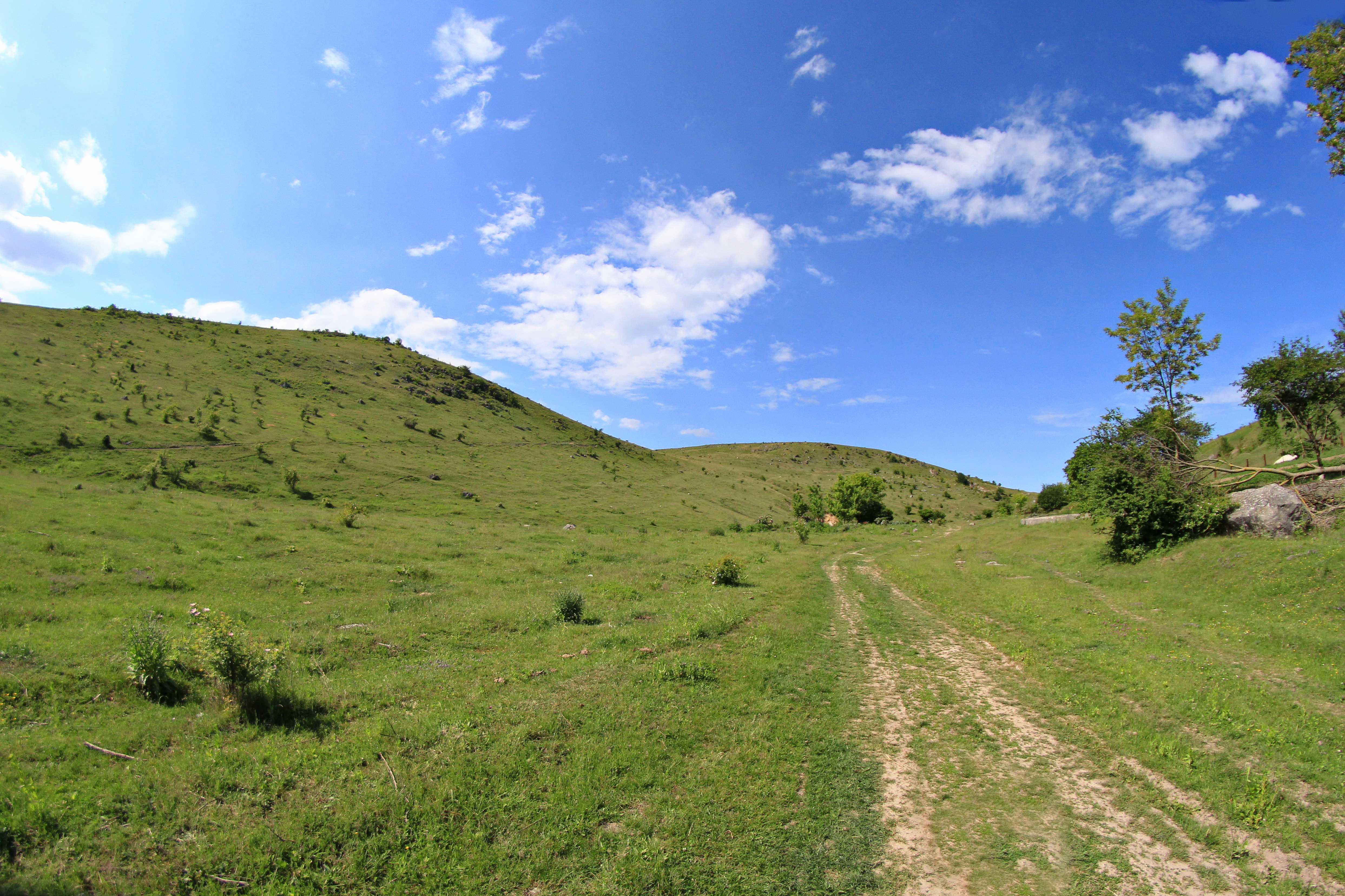
Міжгіря
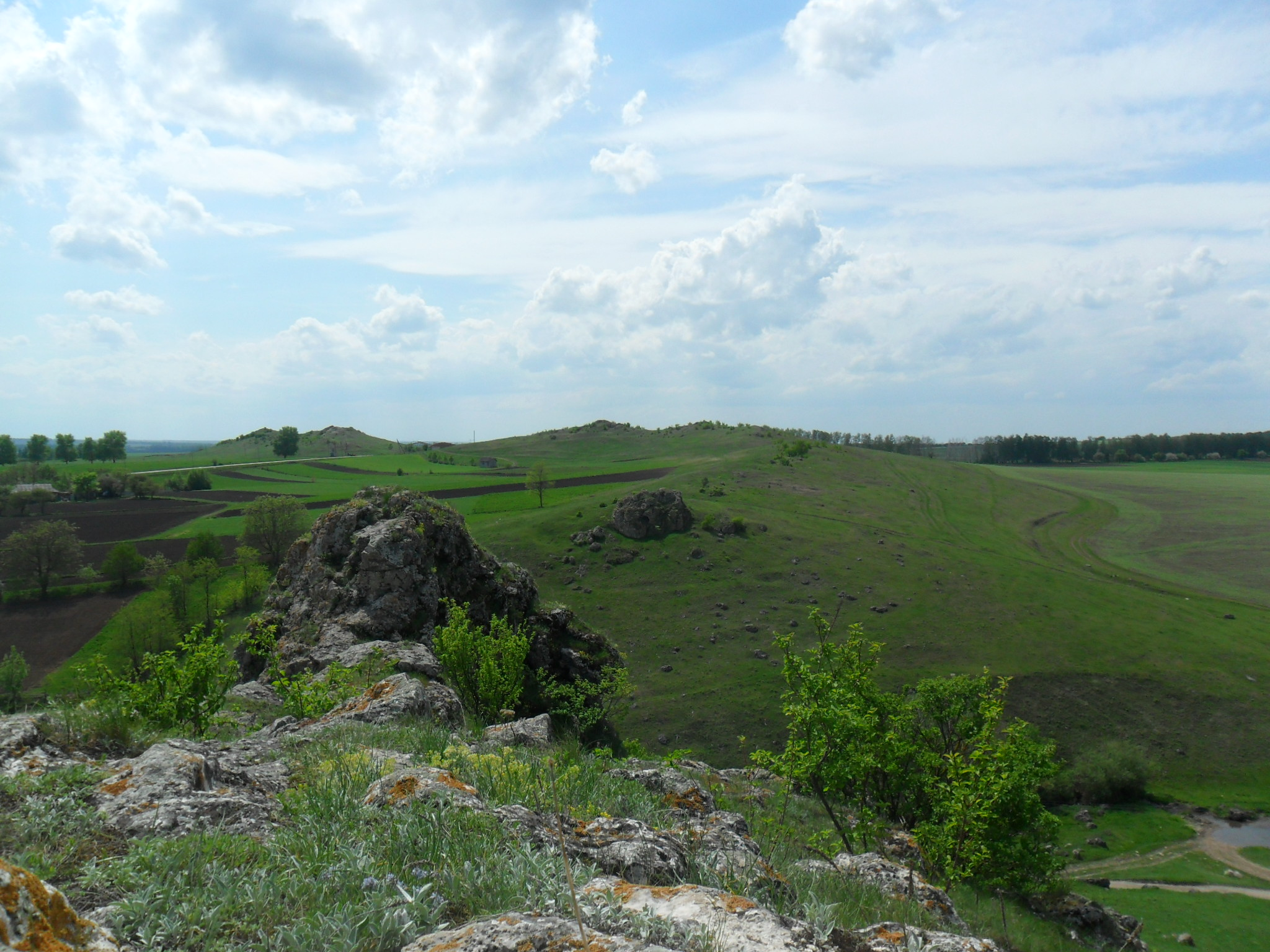
Товтри в с.Чорна
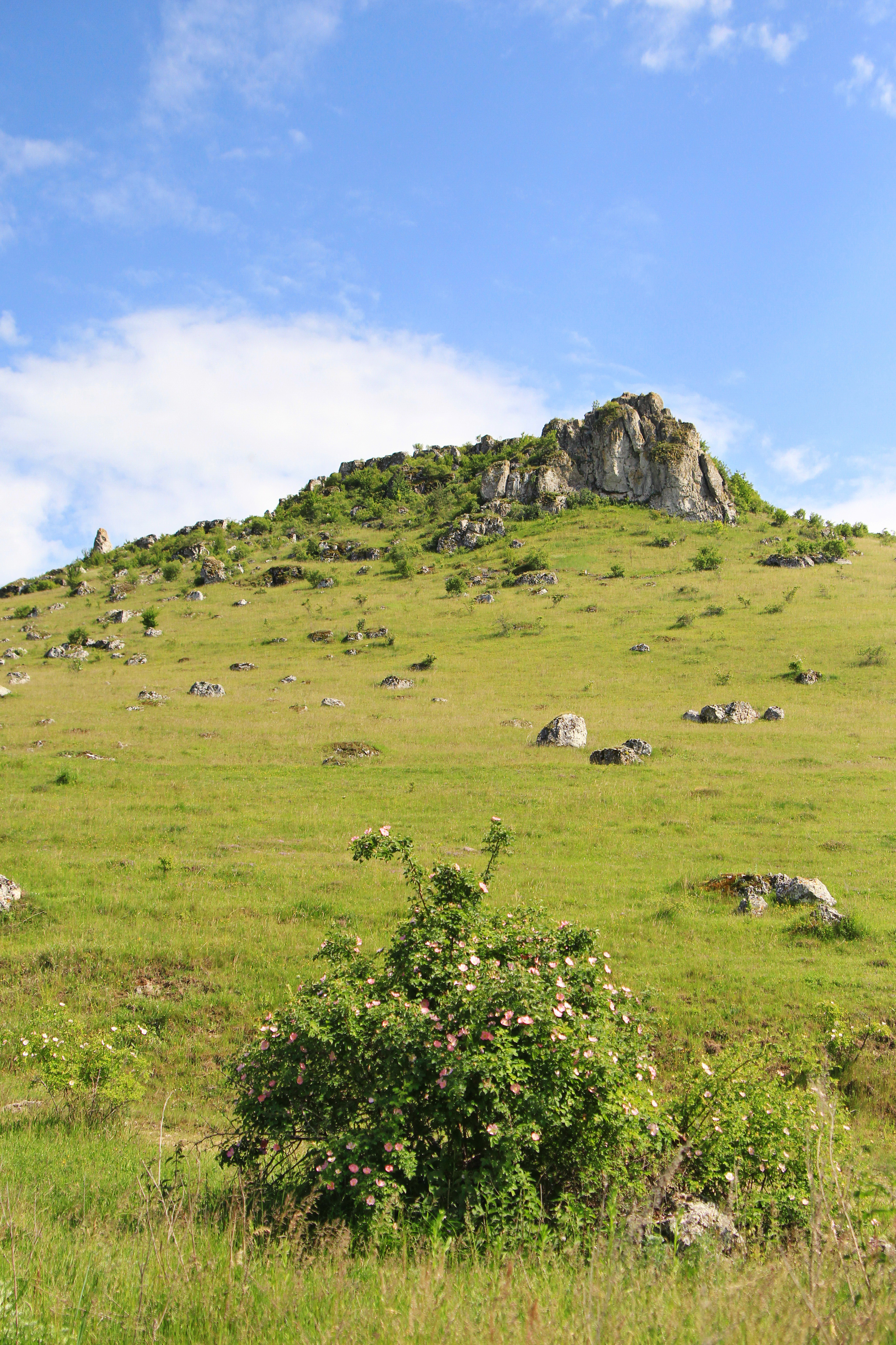
Високий Камінь
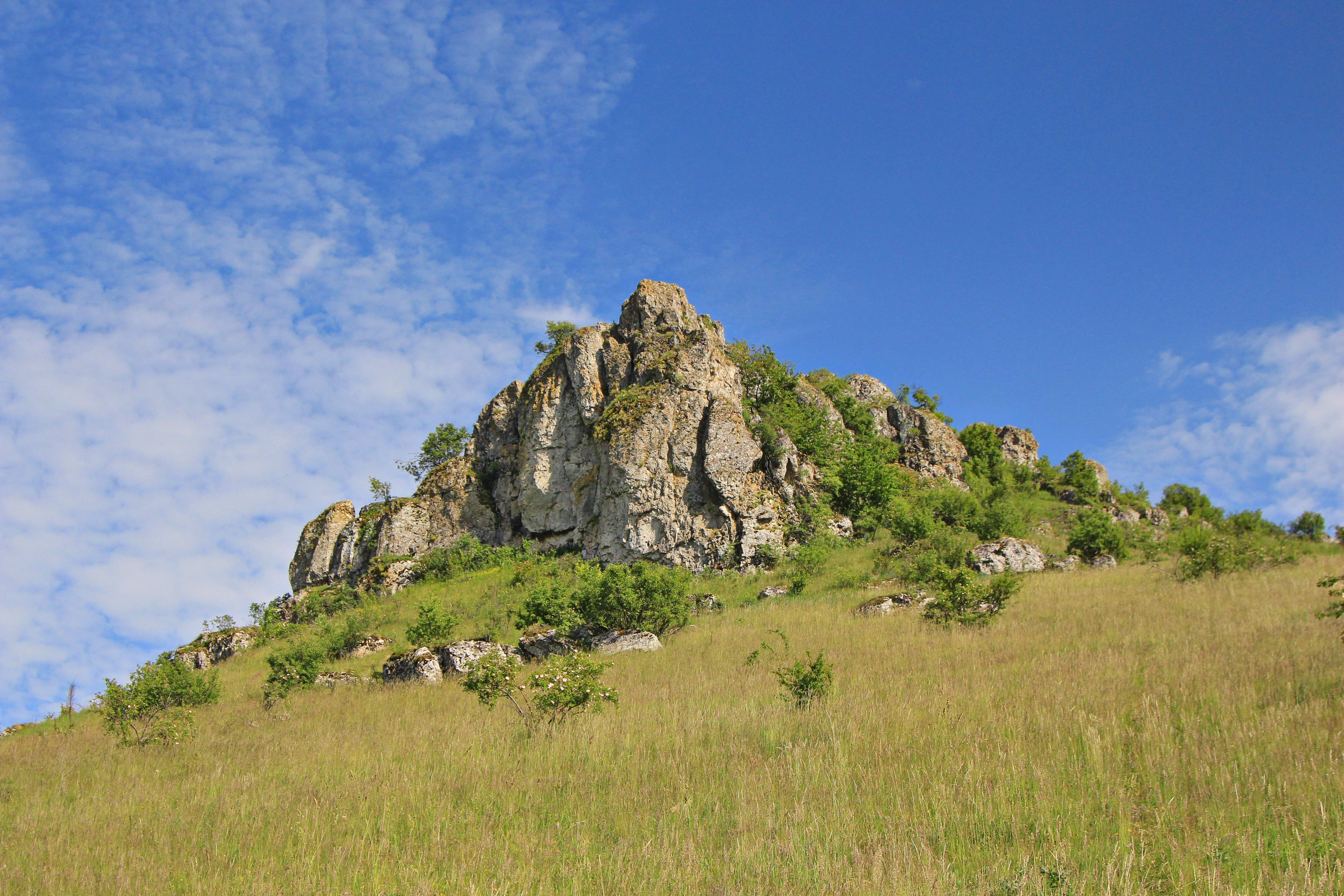
Високий Камінь
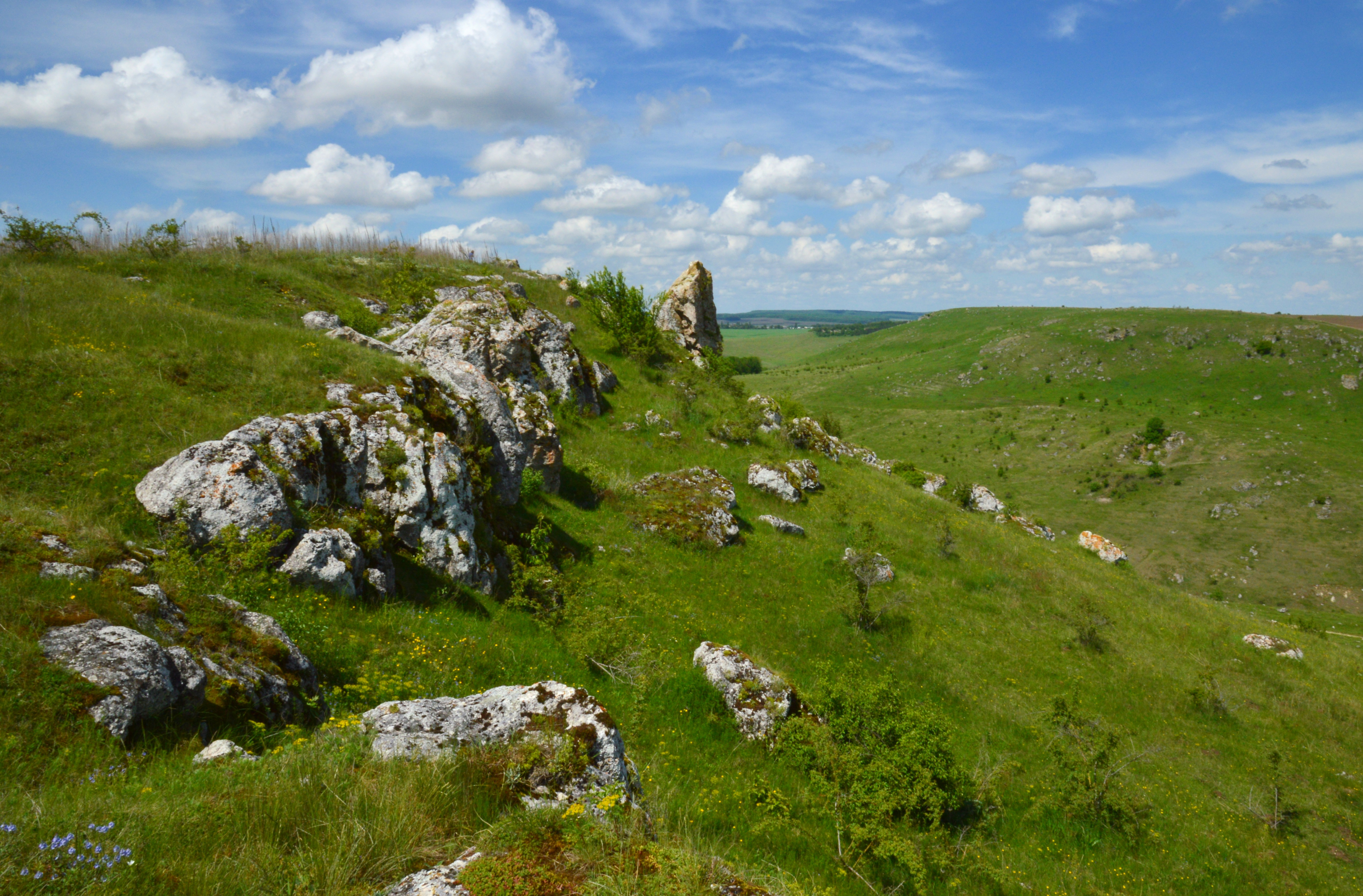
Івахновецькі Товтри
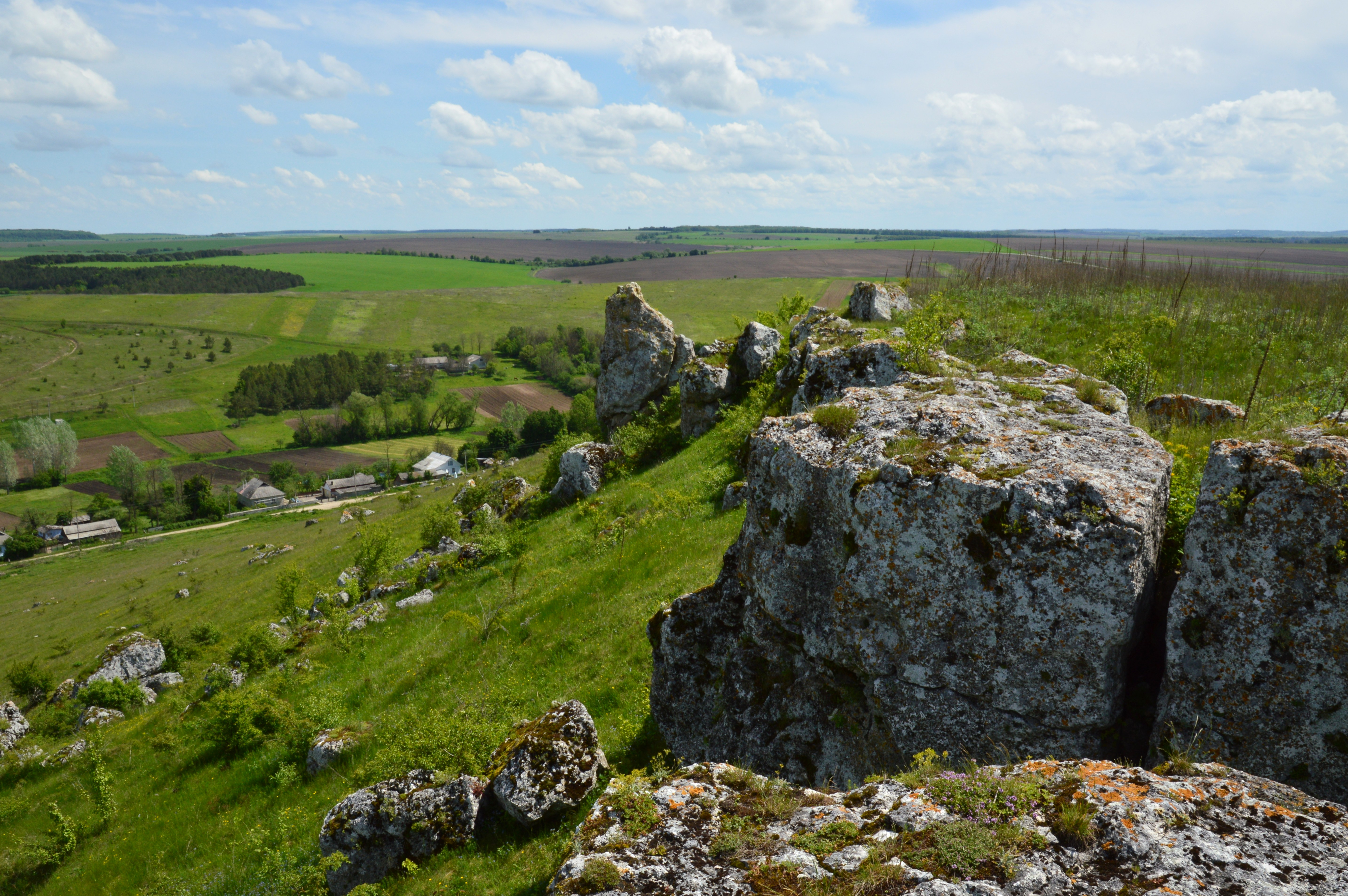
Івахновецькі Товтри
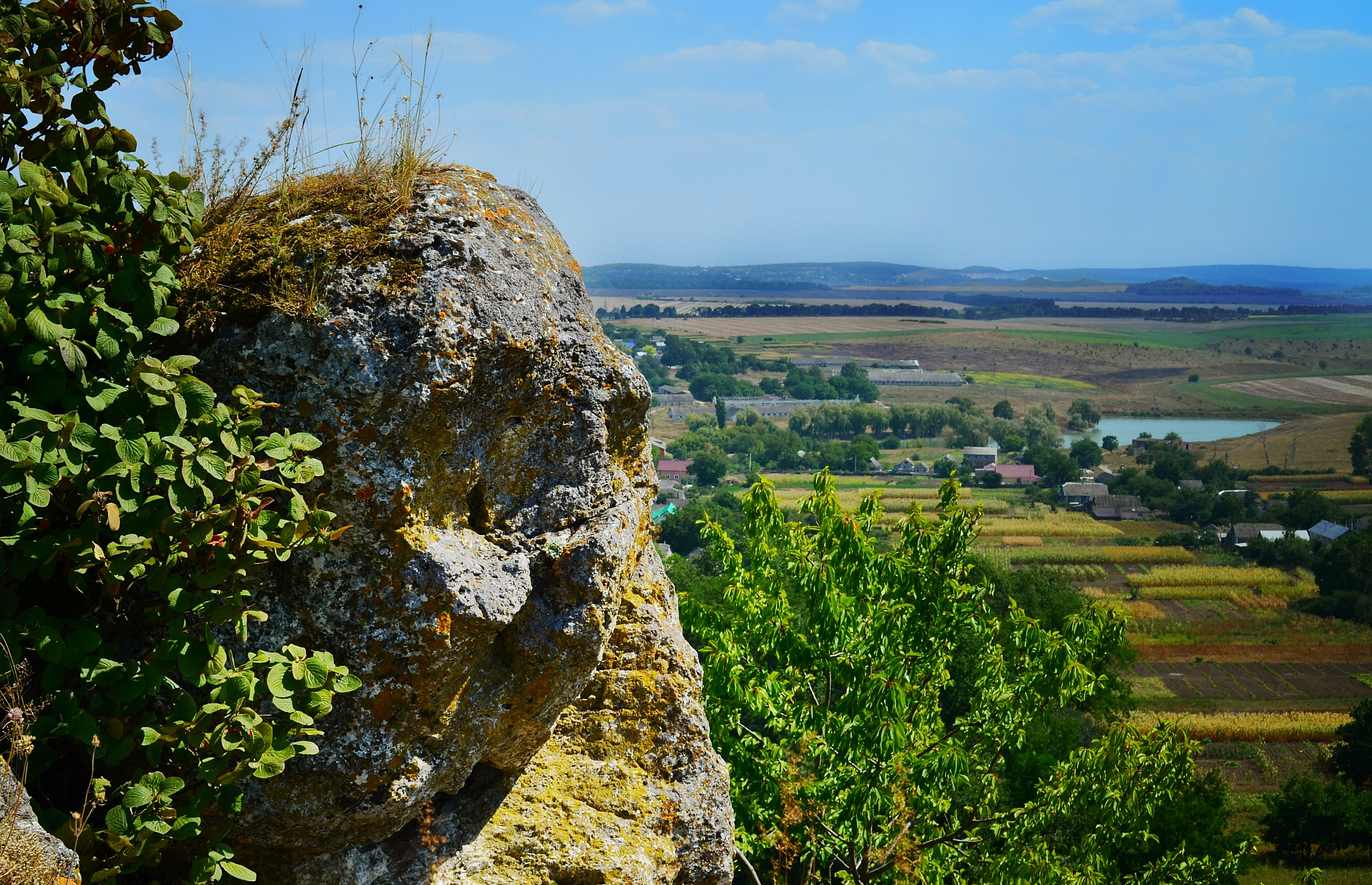
Нігинська товтра
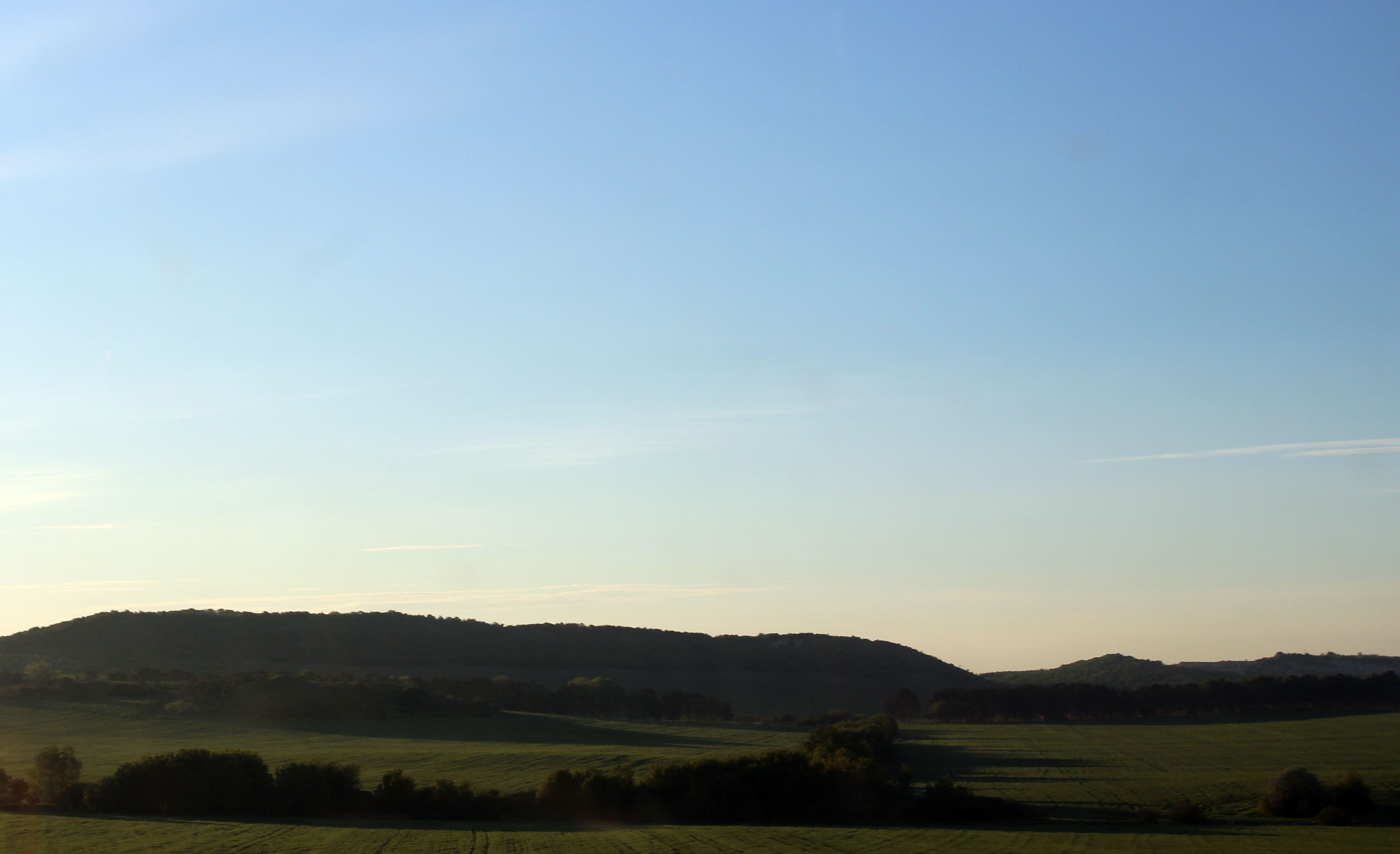
Подільські Товтри
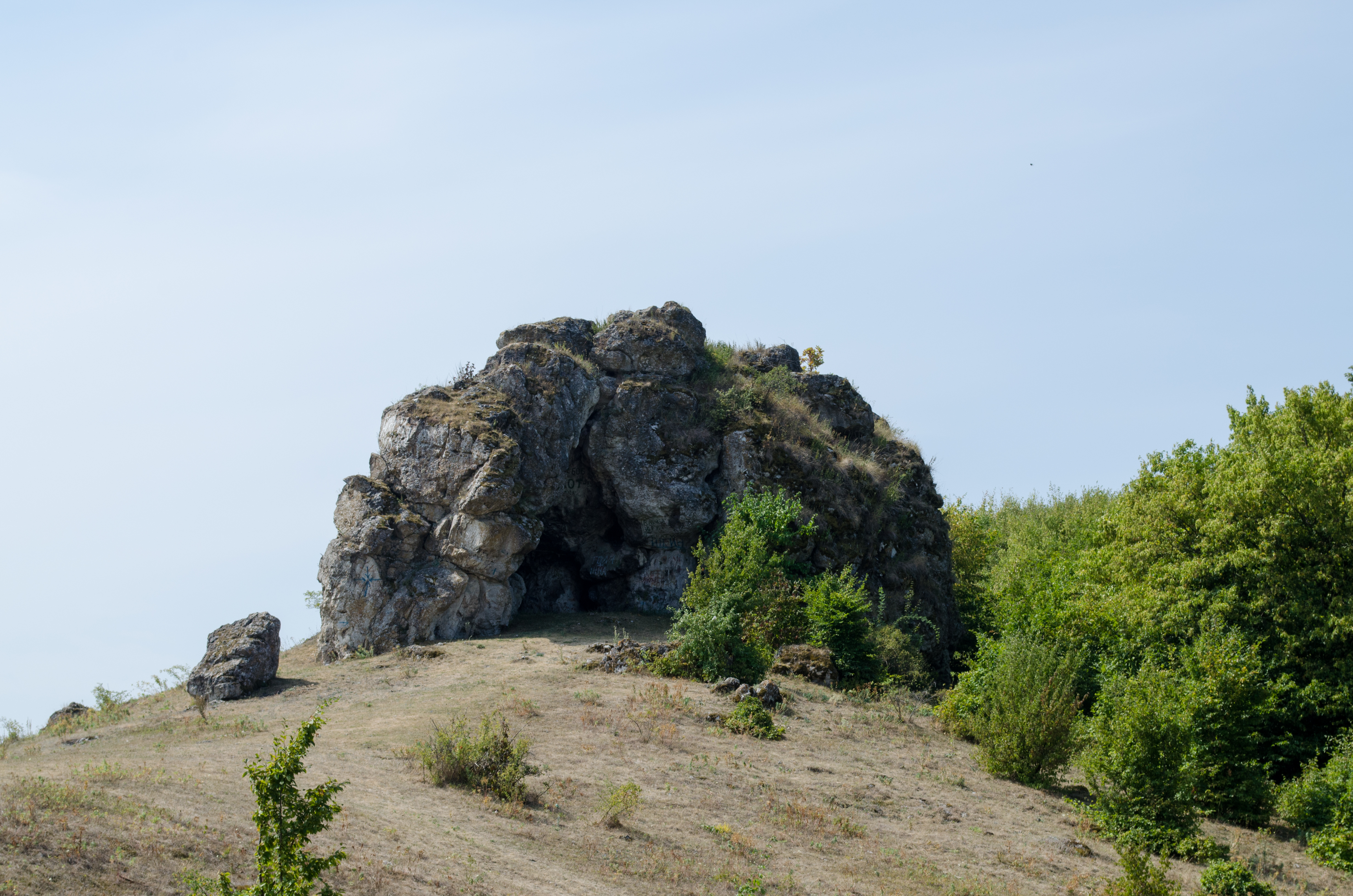
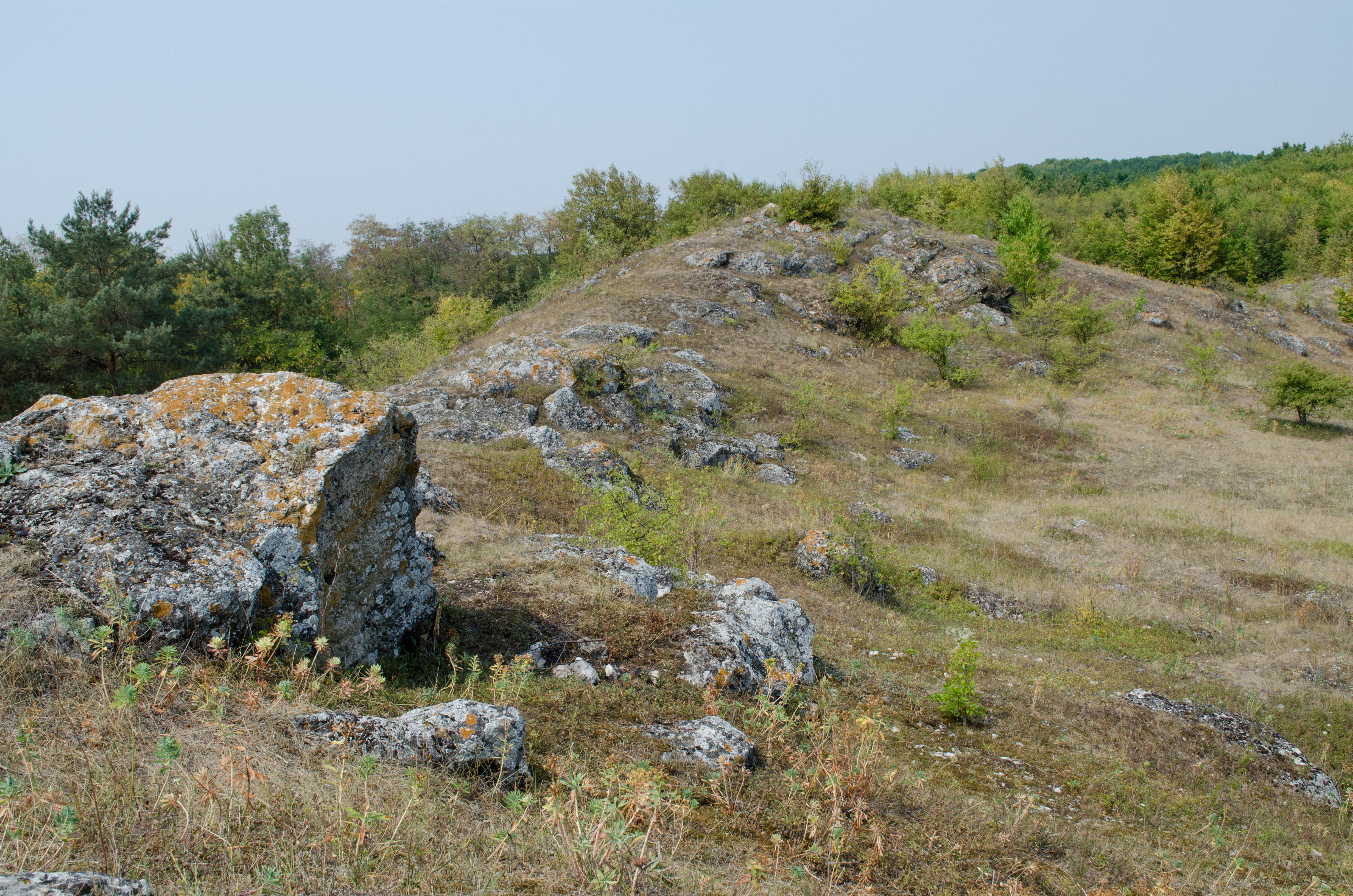
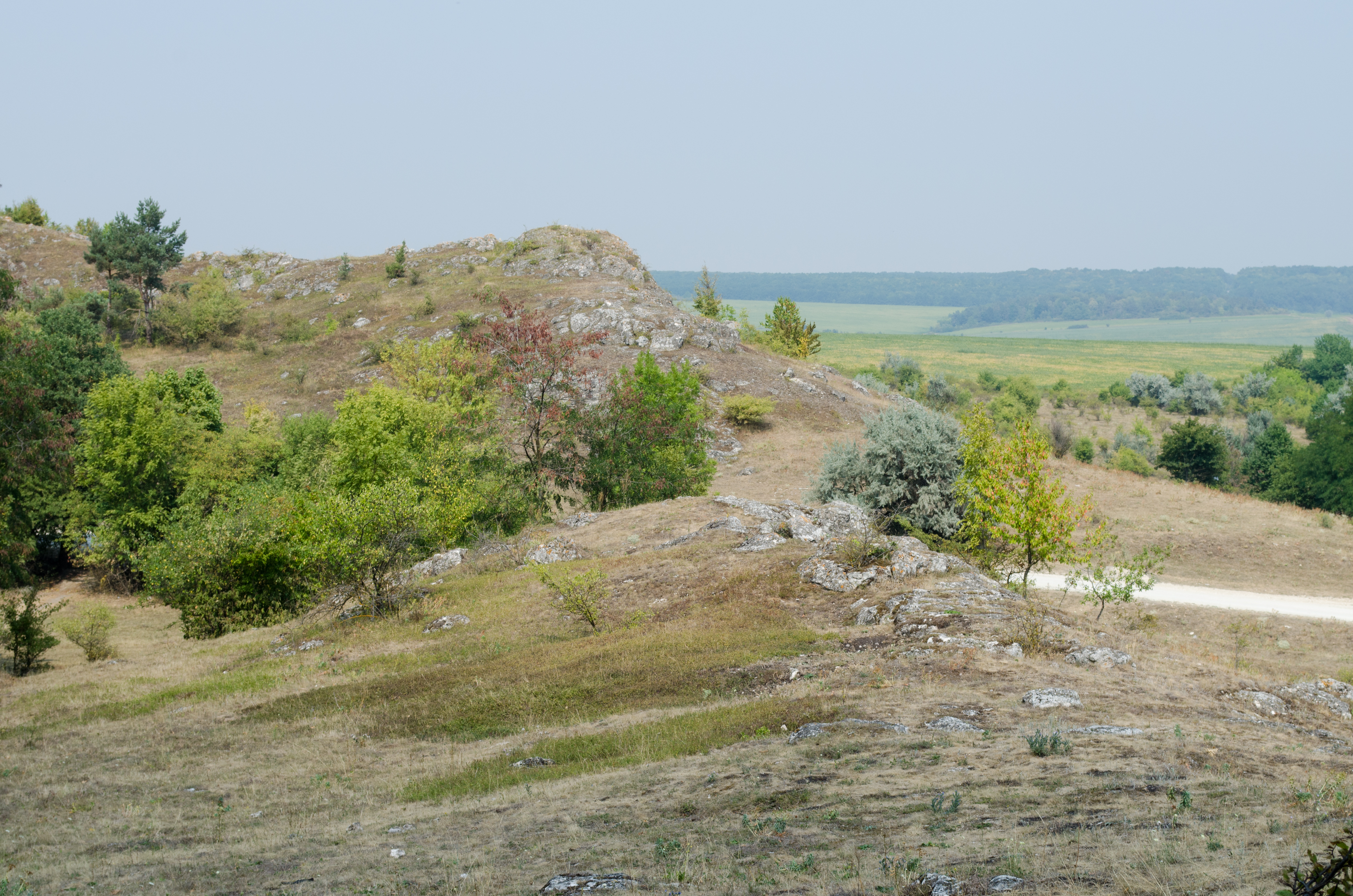
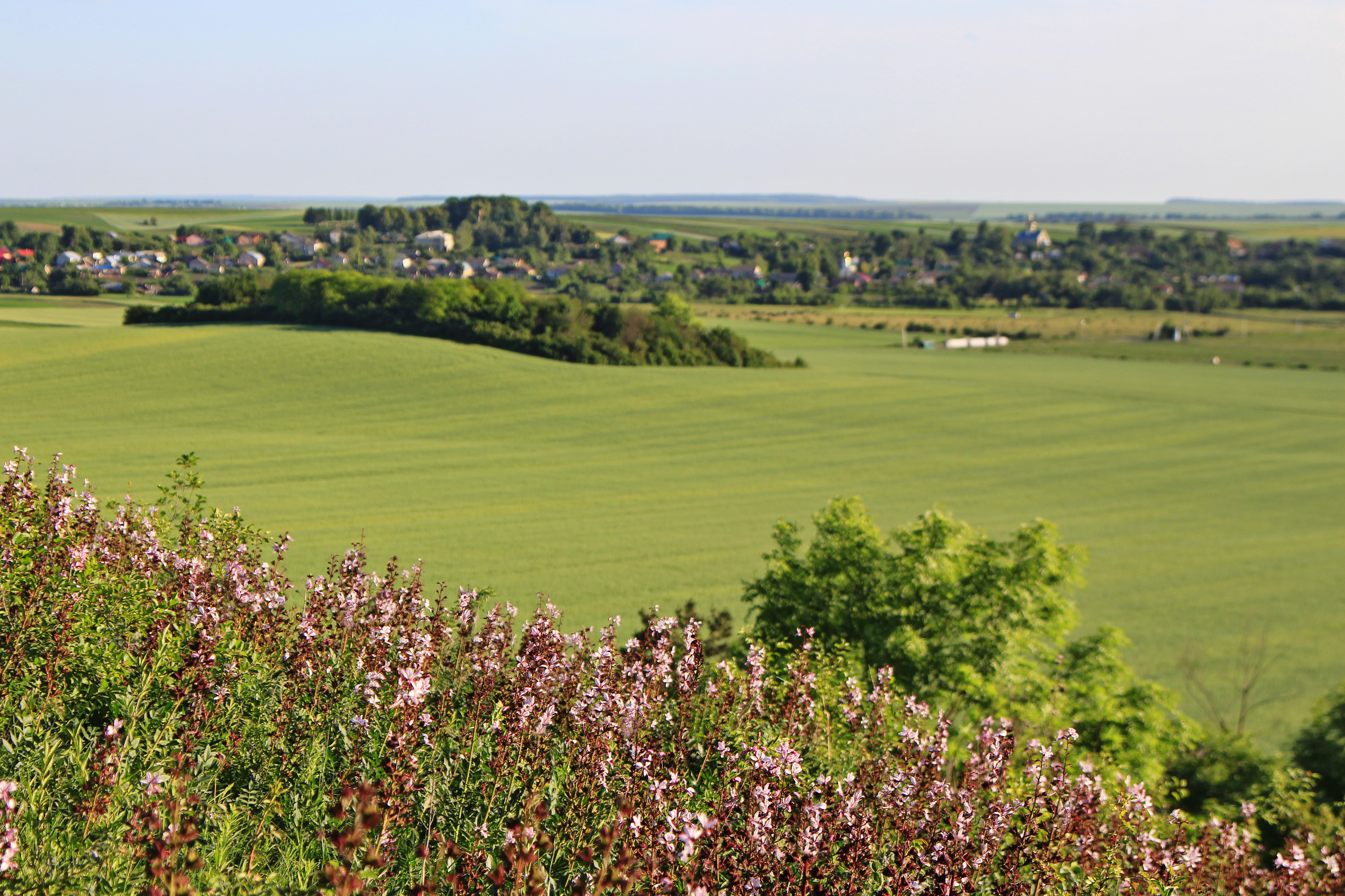